# Stefan Popoff
Stefan Popoff (ur. 1 stycznia 1926 w Warszawie, zm. 1 lutego 1974) – polski dziennikarz.

## Życiorys
W 1944 roku ukończył Gimnazjum im. Stefana Batorego w Warszawie. Żołnierz Szarych Szeregów w powstaniu warszawskim walczył na przyczółku czerniakowskim. Jeniec stalagu, po wyzwoleniu służył w II Korpusie Polskim we Włoszech.
Był współorganizatorem III Programu Polsiego Radia. Autor reportaży radiowych. Zmarł przedwcześnie na serce.